# Dreieck Mainz
Dreieck Mainz in een knooppunt in de Duitse deelstaat Rijnland-Palts.
Op dit half-sterknooppunt bij de stad Mainz kruist de A60 Dreieck Nahetal/Rüsselsheimer Dreieck de stadssnelweg A643.

## Naamgeving
Het knooppunt is vernoemd naar de stad Mainz.

## Geografie
Hert knooppunt ligt in het zuidwesten van de stad Mainz tussen de stadsdelen Finthen en Gonsenheim.
Het knooppunt ligt tegen het natuurgebied Großer Sand.
Bijzonderheid
De 50e breedtegraad loopt midden door het knooppunt.

## Configuratie
Knooppunt
Het is een half-sterknooppunt.
Rijstrook
Nabij het knooppunt hebben beide snelwegen 2x2 rijstroken.
Op de verbindingsweg richting Bingen, die voor de helft enkelbaans is, na hebben de andere verbindingswegen allemaal twee rijstroken.

## Verkeersintensiteiten
Dagelijks passeren ongeveer 180.000 voertuigen het knooppunt.
| Van                         | Naar                    | Gemiddeld aantal voertuigen per dag | Percentage vrachtverkeer |
| --------------------------- | ----------------------- | ----------------------------------- | ------------------------ |
| AD Mainz                    | AS Mainz-Finthen (A 60) | 67.100                              | 6,4 %                    |
| AS Heidesheim (A 60)        | AD Mainz                | 63.600                              | 8,1 %                    |
| AS Mainz-Gonsenheim (A 643) | AD Mainz                | 60.200                              | 7,5 %                    |

## Richtingen knooppunt
| Aansluitende wegen              | Aansluitende wegen | Aansluitende wegen | Aansluitende wegen | Aansluitende wegen                                   |
| ------------------------------- | ------------------ | ------------------ | ------------------ | ---------------------------------------------------- |
|                                 |                    |                    |                    | richting Mainz-Gonsenheim Wiesbaden / Frankfurt a.M. |
|                                 |                    |                    |                    |                                                      |
| richting Bingen Koblenz / Trier |                    |                    |                    |                                                      |
|                                 |                    |                    |                    |                                                      |
|                                 |                    |                    |                    | richting Mainz / Darmstadt Kaiserslautern            |